# Loubès-Bernac
Loubès-Bernac ist eine französische Gemeinde mit 409 Einwohnern (Stand 1. Januar 2022) im Département Lot-et-Garonne in der Region Nouvelle-Aquitaine. Sie gehört zum Arrondissement Marmande und zum Kantons Les Coteaux de Guyenne.
Nachbargemeinden von Loubès-Bernac sind Margueron im Norden, Monestier im Nordosten, Thénac im Osten, Saint-Julien-Innocence-Eulalie mit Sainte-Eulalie-d’Eymet im Südosten, Soumensac im Süden, Saint-Jean-de-Duras im Südwesten, Saint-Astier im Westen sowie Villeneuve-de-Duras im Nordwesten.

## Bevölkerungsentwicklung
| Jahr      | 1962 | 1968 | 1975 | 1982 | 1990 | 1999 | 2008 | 2018 |
| Einwohner | 562  | 505  | 395  | 358  | 319  | 309  | 402  | 417  |

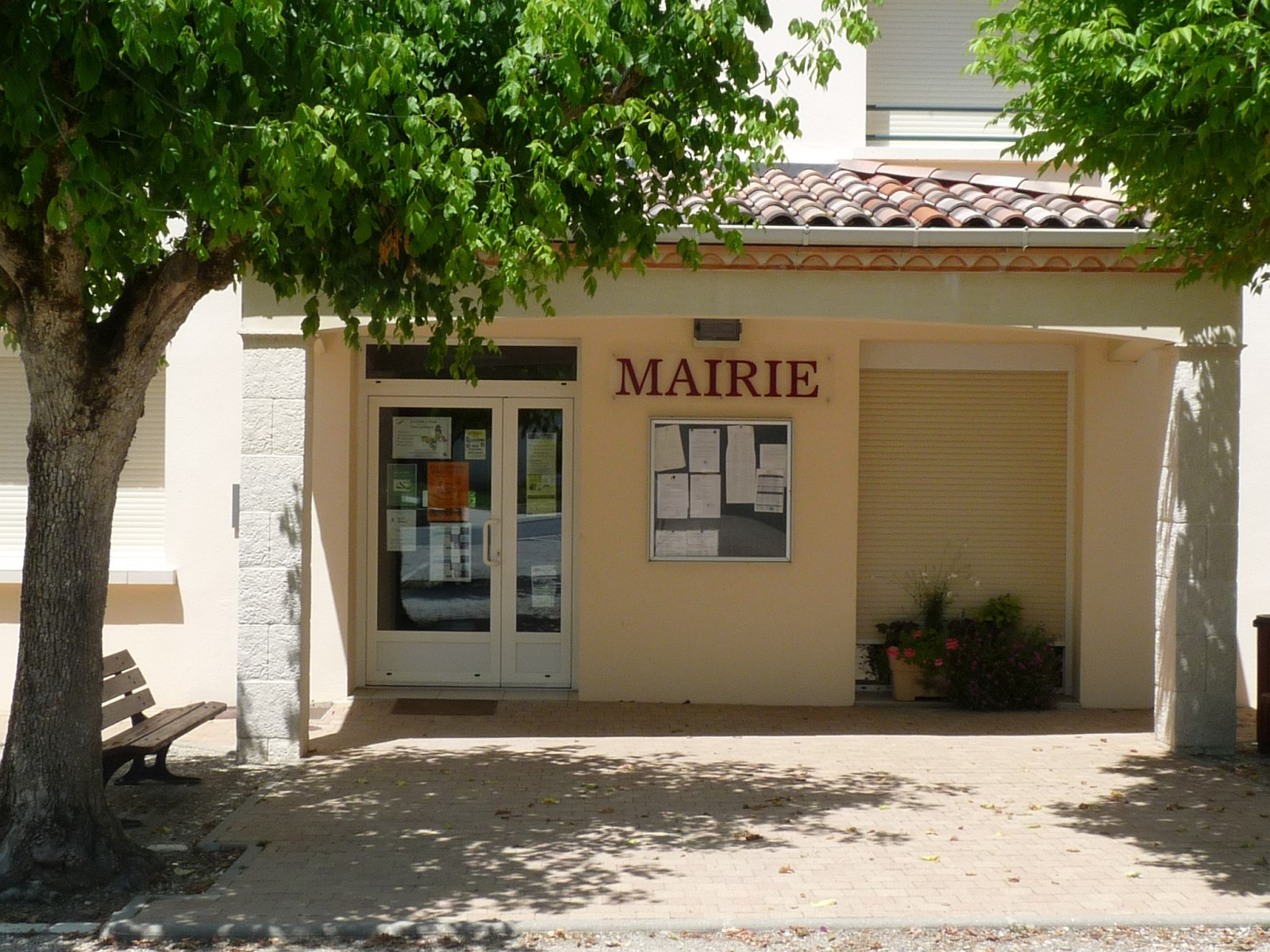
Rathaus
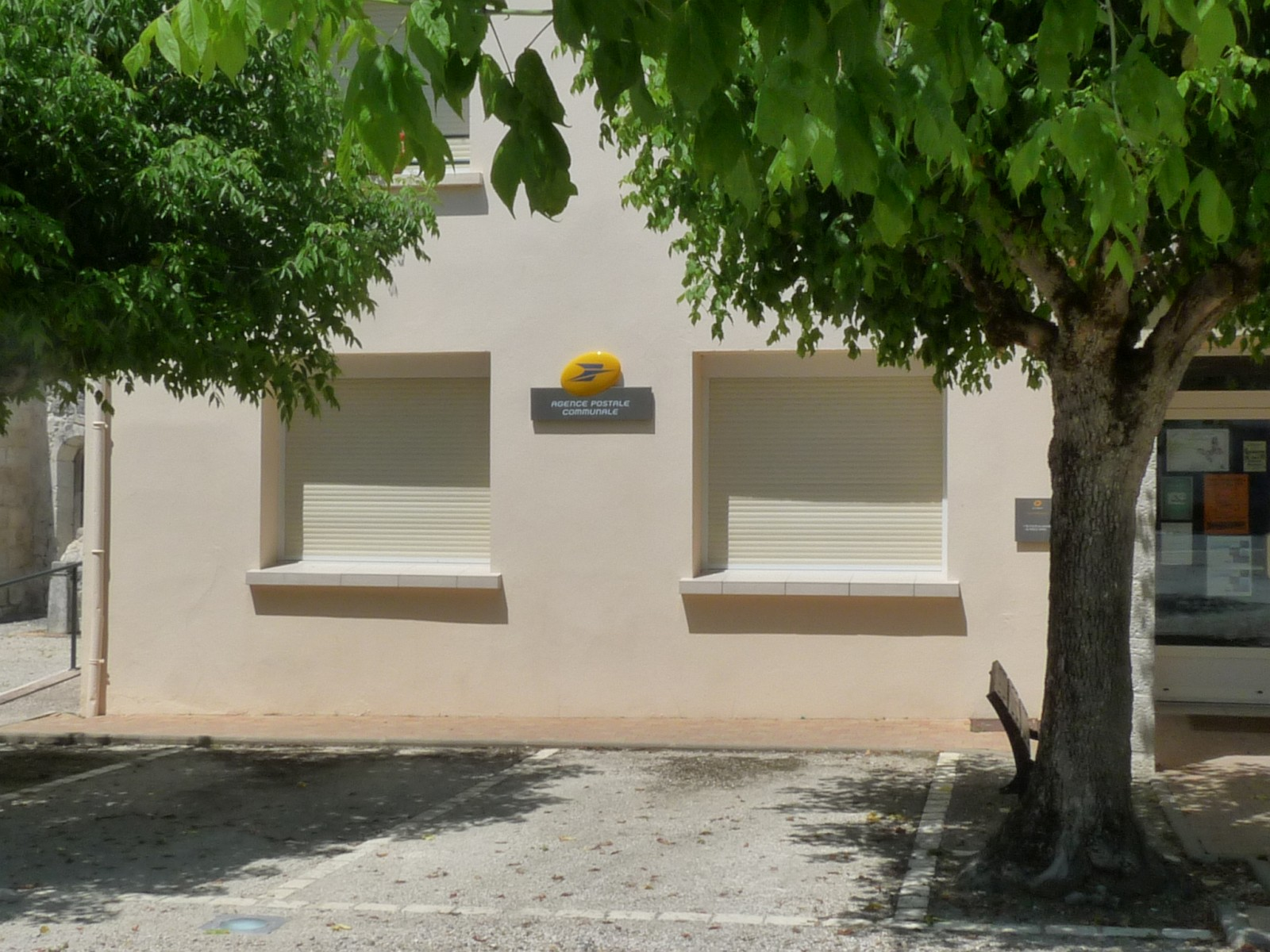
Post
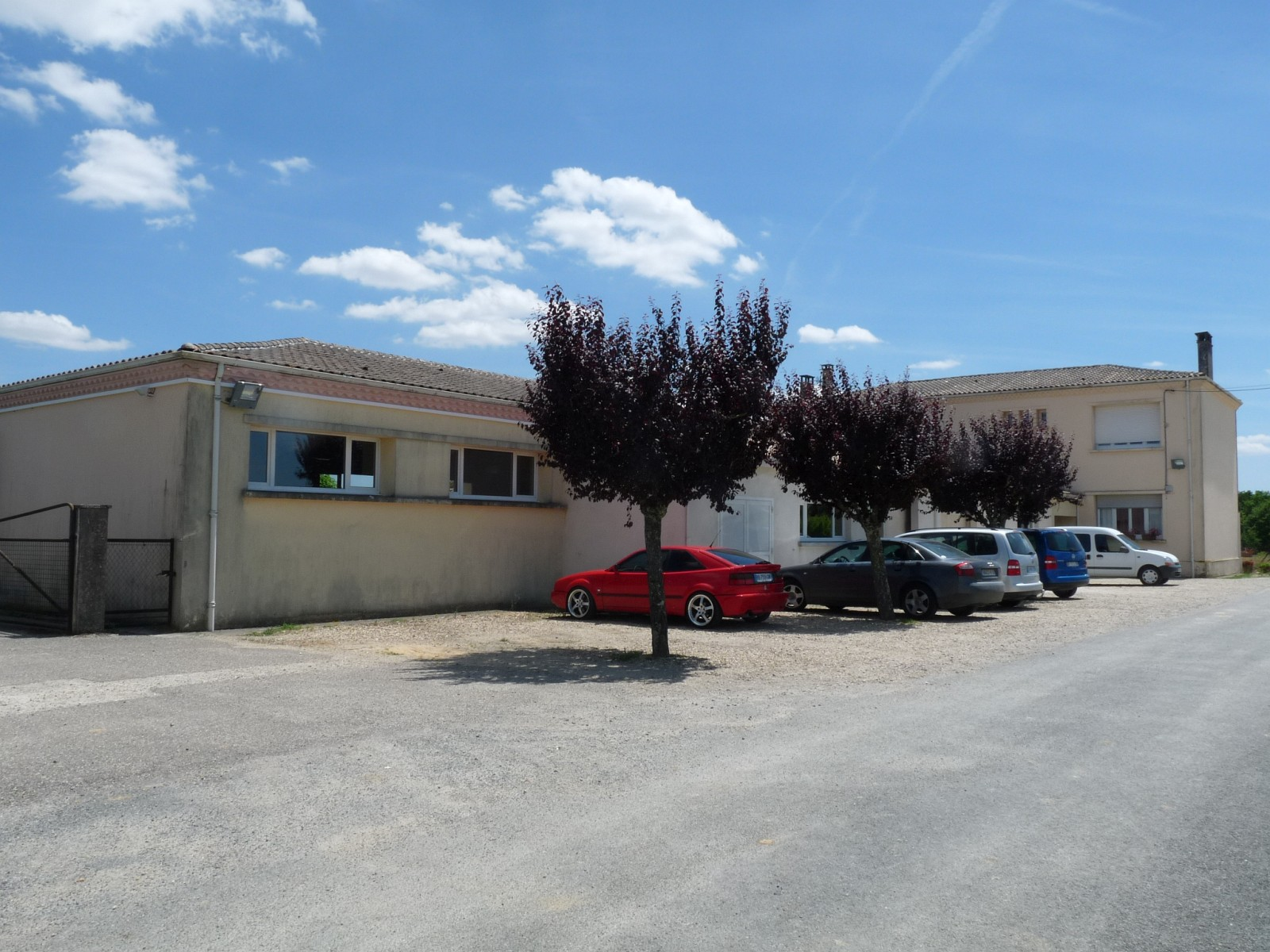
Schule

## Sehenswürdigkeiten
- Château Théobon aus dem 14. Jahrhundert (im 17. Jahrhundert umgebaut), 0,5 km nordöstlich des Ortes

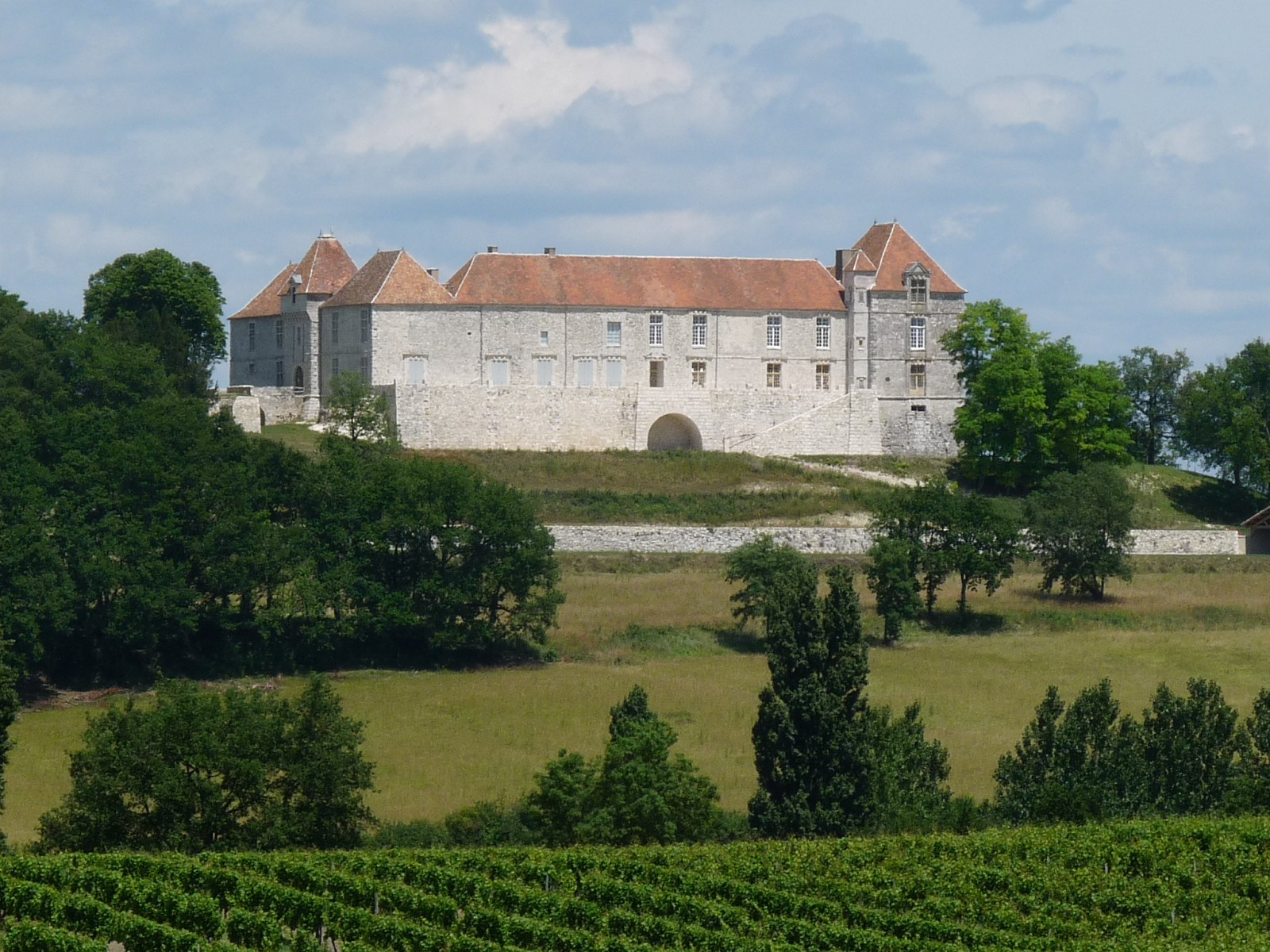
Château Théobon, vom Ort gesehen
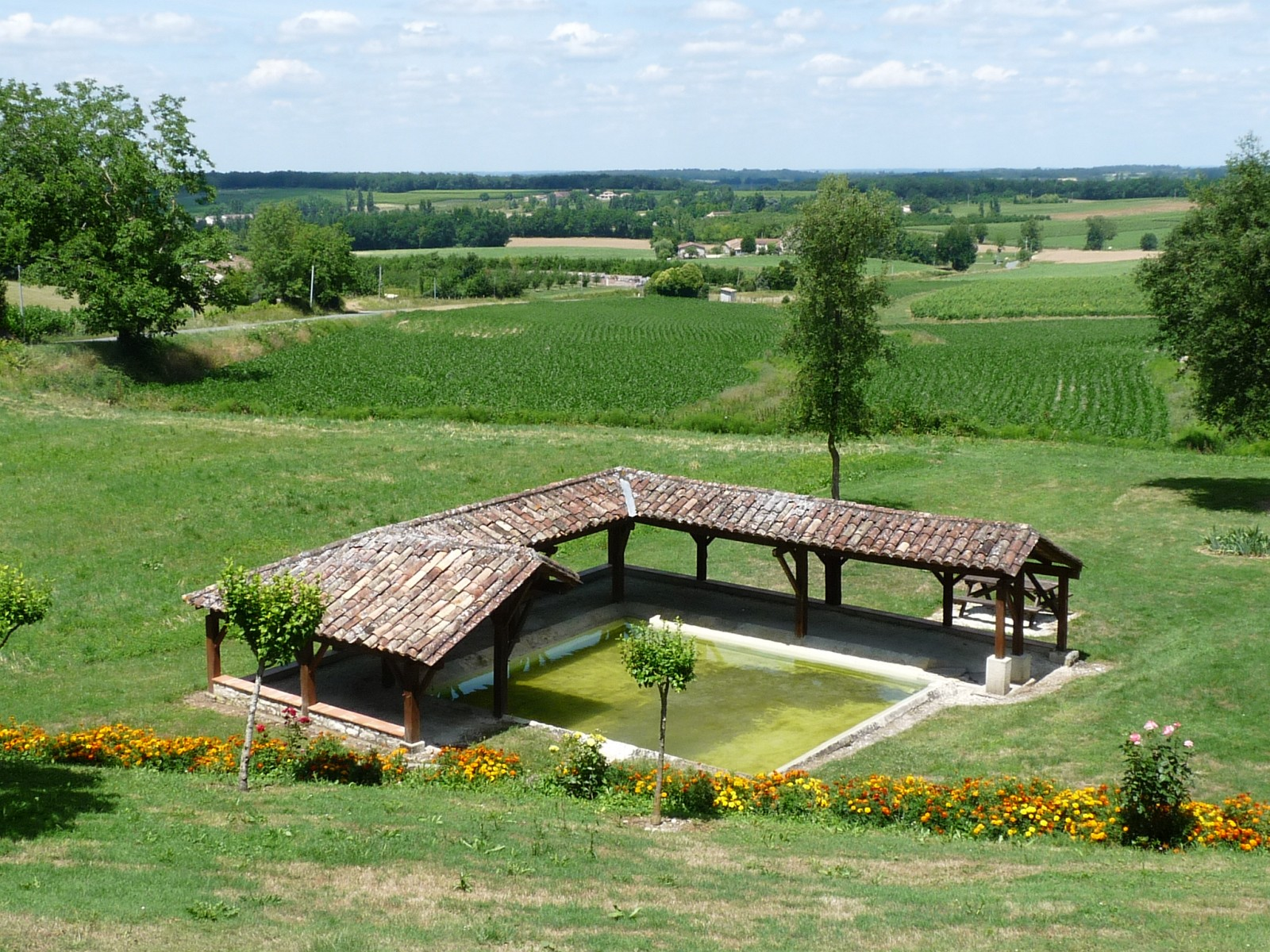
Lavoir am Fuße des Dorfes
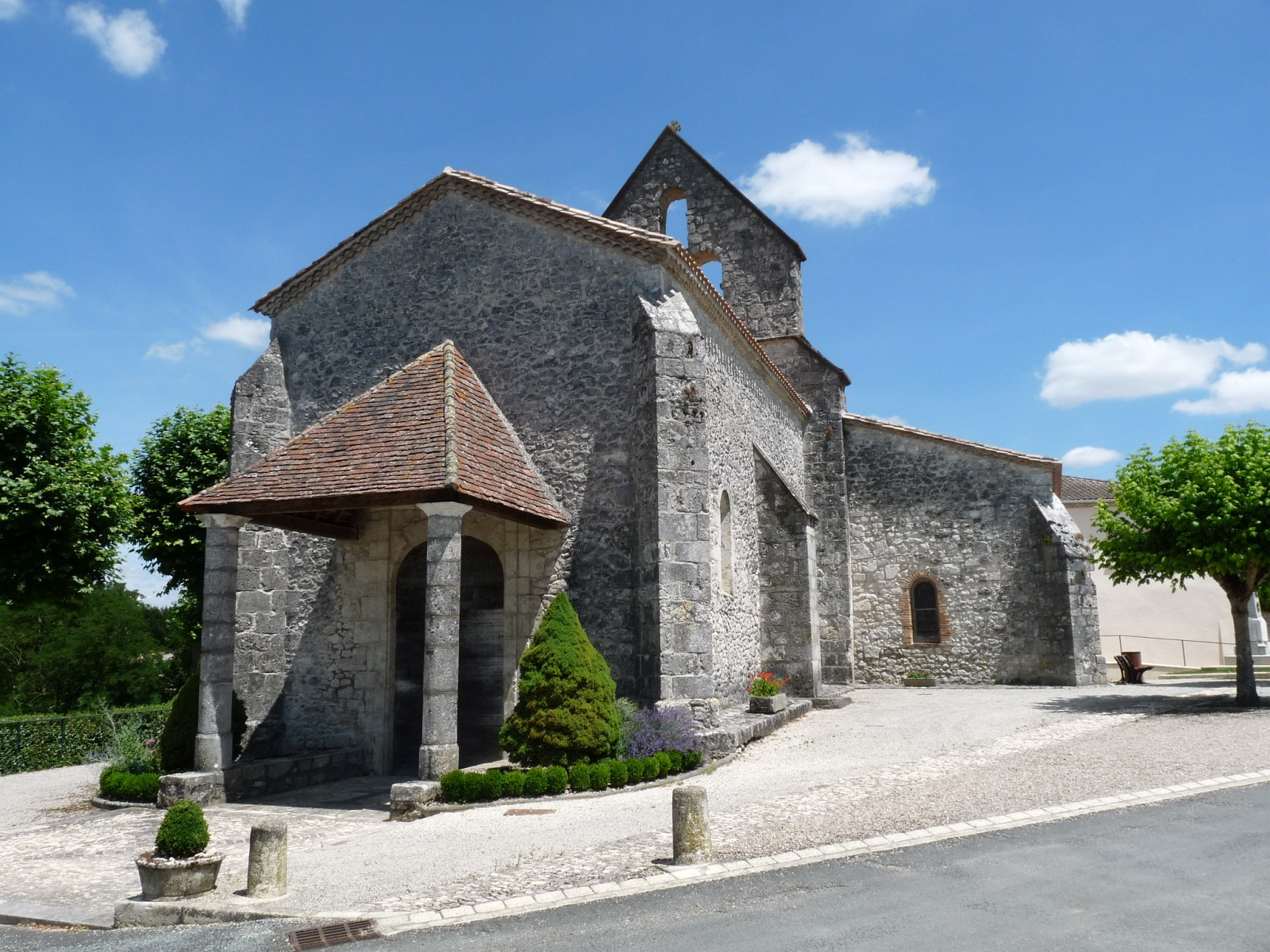
Kirche Saint-Pierre
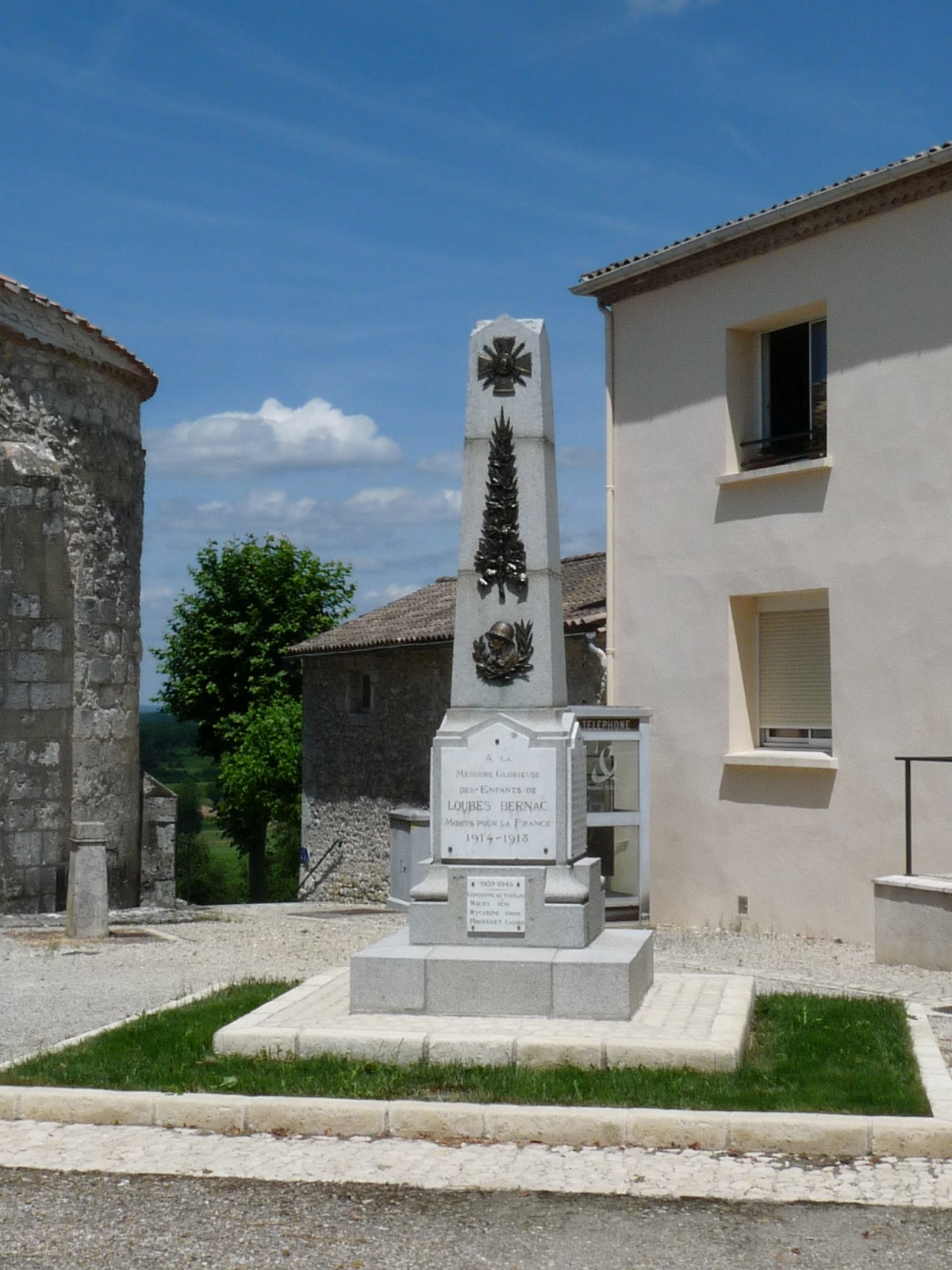
Kriegerdenkmal